# Nick Heilborn

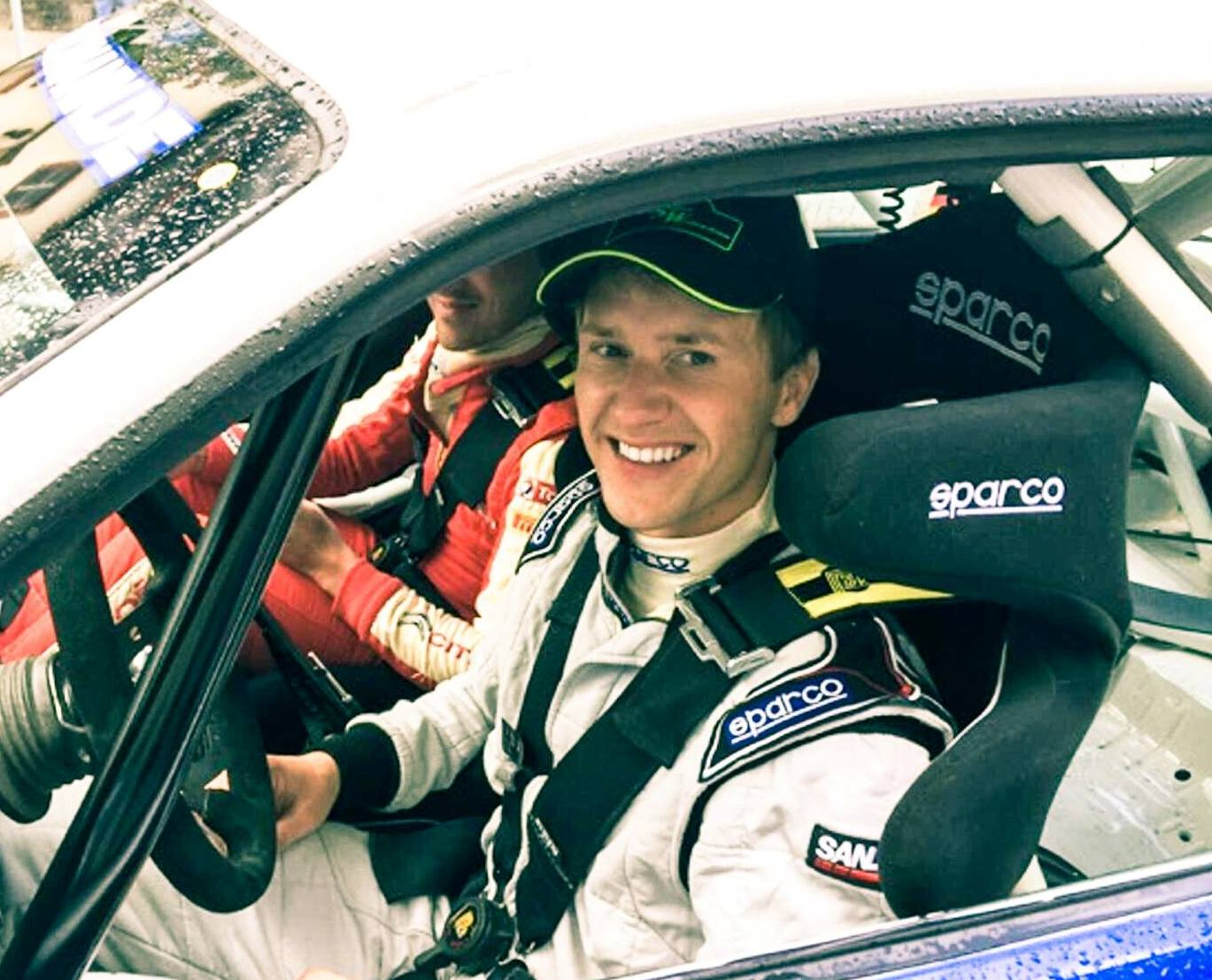
Nick Heilborn 2016

Nick Heilborn (* 27. Mai 1981 in Jena) ist ein deutscher Rallyefahrer.

## Karriere

### Erste Erfolge
Nick Heilborn bestritt seine erste Rallye im April 2015 (45. ADAC Roland Rallye, Nordhausen) in einem zuvor selbst aufgebauten BMW 328i. Obwohl er bis dato über keinerlei Motorsporterfahrung verfügte, erzielte er im weiteren Saisonverlauf bereits 3 Klassensiege bei regionalen Rallyes. In der Saison 2016 konnte er 3 weitere Klassensiege und 4 zweite Plätze erzielen und sammelte zugleich erste Erfahrungen bei zwei Läufen zur Deutschen Rallyemeisterschaft, welche er jeweils auf Platz 1 und Platz 2 in seiner Klasse beendete.

### Meisterschaften
Für die Saison 2017 ließ er sein Fahrzeug technisch zum BMW M3 umrüsten und bestritt mit diesem insgesamt 14 Rallyes. Nach 9 Klassensiegen und 3 Podiumsplatzierungen, gepaart mit 2 Ausfällen durch technischen Defekt, konnte er die Thüringer Rallyemeisterschaft, die Sächsische Rallyemeisterschaft und die ADMV-Rallye-Meisterschaft für sich entscheiden und somit seinen bis dato größten sportlichen Erfolg erzielen.
Ebenfalls ein Klassensieg gelang ihm bei seiner ersten Teilnahme an einer Rallye mit internationalem Prädikat, der Lausitz-Rallye 2017 in Boxberg/O.L. Im Jahre 2018 legte Nick Heilborn seinen Fokus auf die Verteidigung des Sachsen- sowie des ADMV-Titels. Mit 3 National-A-Rallyes, einem internationalen Lauf und vier Rallye-70-Events, ist die inoffiziell auch als „Ostdeutsche Meisterschaft“ bezeichnete ADMV-Rallye-Meisterschaft die anspruchsvollste Regionalserie Deutschlands. Auch die Sächsische Rallyemeisterschaft wird aufgrund ihrer anspruchsvollen Läufe inkl. der internationalen Lausitz-Rallye in kurzer Abfolge als anspruchsvollste Landesmeisterschaft der Bundesrepublik bezeichnet. Nach 9 Klassensiegen, gepaart mit 2 technisch bedingten Ausfällen in 13 Rennen, gelang Nick Heilborn der erneute Gewinn beider Meisterschaften. Damit ist er der erste Fahrer seit Bestehen dieser Championate, dem es gelang einen einmal erworbenen Titel im Folgejahr zu verteidigen. In der Thüringer Rallyemeisterschaft bestritt Heilborn nicht alle Wertungsläufe, konnte aber dennoch den Vizetitel 2018 erreichen.
In der Saison 2019 schrieb sich Heilborn ausschließlich in die ADMV-Rallye-Meisterschaft ein. Im Mai 2019 gab er jedoch bekannt, dass er sich aus persönlichen Gründen aus dem Championat zurückzieht und keine weitere Titelverteidigung anstreben wird. Zum Zeitpunkt seines Rücktritts war er erneut Tabellenführender.

### Comeback
Nach zwei Testrallyes im Jahr 2021, gab er im Jahr 2022 sein Comeback bei der zum Schottercup zählenden Roland-Rallye Nordhausen, welche er mit einem Klassensieg beendete.
In den darauffolgenden 3 Asphaltläufen, gelang ihm neben 2 Klassensiegen und Gesamt-Podiumsplatzierungen auch der Gesamtsieg bei der Osterburgrallye in Weida auf dem neu eingesetzten, 250 kW (340 PS) starken BMW M3 Compact.
Heilborn wird nach eigener Aussage nicht mehr an Meisterschaften teilnehmen, sondern plant lediglich den gelegentlichen Einsatz bei einzelnen Rallye-Veranstaltungen.